# Роберто Аланья
Робе́рто Ала́нья (фр. Roberto Alagna; *7 липня 1963, Кліші-су-Буа, Франція) — французький співак італійського походження (тенор).

## Ранні роки
Роберто Аланья народився в Кліші-су-Буа у Франції в родині сицилійців. Переглянувши деякі фільми з Маріо Ланца, вирішив перевірити себе в опері. Навчався музиці з 10 років, не припинивши своє захоплення легкою музикою. Існує припущення, що Роберто відкрив свої таланти далеко не в малому віці. Підлітком працював хіба що не рознощиком піци, підробляючи в барах Парижа. До оперної школи Парижа вступив 1987 року.

## Кар'єра
Після перемоги 1988 року на міжнародному вокальному конкурсі Лучано Паваротті в Модені Аланья дебютував у партії Альфреда в «Травіаті». Це  відбулось у Великій Британії. Із цією роллю він виступав на найкращих сценах світу - Ла Скала, Ковент-Гарден, Віденська опера, Метрополітен-опера. Значне місце в кар'єрі співака займає кінематограф. Фільм-опера «Тоска», що вийшов на екрани 2001 року й мав колосальний успіх, став першим фільмом для тенора.
За нетривалі роки своєї творчості зібрав багато нагород і навіть державний орден Французької республіки «За заслуги». Альбоми «Roberto Alagna Chante Luis Mariano» й «Sicilien» розійшлися накладом понад 100 000 примірників і дістали платиновий сертифікат у Франції.
Також Роберто бере активну участь у міжнародних заходах: концерт з нагоди вручення Нобелівської премії миру, концерт «Майкл Джексой і друзі», концерт на підтримку людей у Косово, концерт на честь ювілею англійської королеви. 

## Особисте життя
Флоренс Лансьєн - перша дружина Роберто померла від пухлини головного мозку 1994 року. У нього лишилася єдина дочка, яка народилась у 1992 році. Друга дружина Аланьї - сопрано Анджела Георгіу, з якою він одружився 1996 року. Разом вони записували дуети, грали в різних оперних постановках й випустили альбом «Duets & Arias», який посів 42-е місце в UK Albums Chart. Зіграли в екранізації «Тоска» Пуччіні французького режисера Жако Бенуа. У жовтні 2009 року Роберто повідомив газеті Ле Фігаро про розлучення з Анджелою.
У березні 2011 Георгіу й Аланья оголосили про поновлення співпраці.

## Скандал у Ла Скала
2006 року трапився скандал з Аланья в «Ла Скала». Під час виконання арії Радамеса публіка обсвистала тенора, й він покинув сцену, махнувши рукою. Тоді на сцену вивели Антонелло Поломбі, який не встигнувши перевдягнутися й продовжив співати в джинсах і футболці, не звертаючи уваги на розгніваних глядачів. Скоріш за все, причиною невдоволення стали нещодавні слова Аланьї про надвеликі «запити» глядачів «Ла Скала». Роберто так пояснив журналістам: «Я співав по всьому світі, але перед теперішніми глядачами я відчував, ніби перебуваю в іншому світі».

## Виноски
1. 1 2  Who's who — (untranslated), 1849. — ISSN 0083-937X
2. ↑  Les Albums Platine
3. ↑  Страница дуету на сайті The Official UK Charts Company.

##### У соціальних мережах
- Роберто Аланья у соцмережі «Facebook»
- Роберто Аланья у соцмережі «Твіттер»
- Канал на DailyMotion
- Канал Роберто Аланья на YouTube  }}